# فهرست راسته‌های گیاهی
فهرستی از راسته‌های گیاهی:
- آب‌ستاره‌سانان (Callitrichales)
- افراسانان (ناترک‌سانان، صابون‌هندی‌سانان) (Sapindales)
- آلاله‌سانان (Ranunculales)
- انجیلی‌سانان (Hamamelidales)
- بادنجان‌سانان (Solanales)
- بارهنگ‌آبی‌سانان (Alismatales)
- باقلاسانان (Fabales)
- برگ‌بوسانان (Laurales)
- برگ‌بیدسانان (Commelinales)
- برگ‌شاخ‌سانان (Ceratophyllales)
- پنیرک‌سانان (Malvales)
- تمیس‌سانان (Dioscoreales)
- جگن‌سانان (Cyperales)
- چنارسانان (Platanales))
- خاراشکن‌سانان (Saxifragales)
- خاس‌سانان (aquifoliales)
- خرمالوسانان (Ebenales))
- خلنگ‌سانان (Ericales)
- خواجه‌باشی‌سانان (Dipsacales)
- دولپه‌های ابتدایی (proteales)
- راش‌سانان (Fagales)
- زرآوندسانان (Aristolochiales)
- زغال‌اخته‌سانان (Cornales)
- زنجبیل‌سانان (Zingiberales)
- سوسن‌سانان (Liliales)
- شقایق‌سانان (Papaverales)
- شمعدانی‌سانان (Geraniales)
- صندل‌سانان (Santalales)
- فرفیون‌سانان (Euphorbiales)
- قاشق‌واش‌سانان (Alismatales)
- کاسنی‌سانان، میناسانان (Asterales)
- کدوسانان (Cucurbitales)
- کرفس‌سانان (Apiales)
- کلم‌سانان (Brassicales)
- گزنه‌سانان (Urticales))
- گل‌سپاسی‌سانان (Gentianales)
- گلسرخ‌سانان (Rosales)
- گندم‌سانان، چمن‌سانان (Poales)
- گوشوارک‌سانان (Celasterales)
- مارچوبه‌سانان (Asparagales)
- مالپیگی‌سانان (Malpighiales)
- موردسانان (Myrtales)
- میخک‌سانان (Caryophyllales)
- نعناسانان (Lamiales)